# Papa Bonifacio VIII
Bonifacio VIII, nato Benedetto Caetani (Anagni, 1230 circa – Roma, 11 ottobre 1303), è stato il 193º papa della Chiesa cattolica dal 1294 alla morte. Nel 1300 celebrò il primo Anno santo della storia.

## Biografia
(Dante Alighieri, Inferno, XIX.)
Figlio di Roffredo Caetani, Podestà di Todi il 1274-1275, e di Emilia Patrasso di Guarcino, nipote di Papa Alessandro IV, nipote di Papa Gregorio IX, parente di Papa Innocenzo III. Fu discendente di un ramo dell'importante famiglia Caetani (o Gaetani), che poté acquisire ulteriori ricchezze e grandi latifondi sfruttando la sua carica pontificia.
Per lungo tempo si è ritenuto che l'anno di nascita di Benedetto Caetani fosse il 1235; in epoca recente è stato peraltro rinvenuto un documento del 1250 nel quale si fa riferimento a un canonico di Anagni di nome Benedetto. Il collegio dei canonici di Anagni comprendeva in quel periodo alcune personalità di alto rango, come Rinaldo da Jenne, il futuro pontefice Alessandro IV. Poiché non sono noti altri omonimi che siano stati canonici ad Anagni nel decennio 1250-1260, il riferimento al futuro papa Bonifacio appare inequivocabile. Non sembra peraltro credibile che Caetani fosse già canonico all'età di quindici anni. Ciò ha indotto a retrodatare la nascita di alcuni anni.
Si trova conferma di questa ipotesi in una lettera a firma di papa Niccolò IV, datata 1291, nella quale il pontefice, riferendosi al cardinale Benedetto Caetani, usa il termine ad senium che, a quei tempi, stava a indicare i sessantenni. La combinazione dei due documenti porta a concludere, quindi, che Benedetto sia nato intorno al 1230, molto probabilmente ad Anagni. Era figlio di Roffredo Caetani ed Emilia Patrasso di Guarcino, legata a sua volta da parentela ai conti di Segni (la stessa famiglia di Alessandro IV). La famiglia Caetani aveva già dato alla Chiesa un papa, Gelasio II, tra il 1118 e il 1119.

### Carriera ecclesiastica
Nel 1260, con il permesso di papa Alessandro IV, Caetani assunse un canonicato a Todi, dove era vescovo suo zio Pietro Caetani, ed è possibile che nella cittadina umbra abbia iniziato gli studi di diritto, poi approfonditi e completati, con ogni probabilità, presso l'Università di Bologna, con una specializzazione in diritto canonico. La sua successiva carriera ecclesiastica nella Curia romana fu rapida e fortunata e lo portò a prendere parte a missioni diplomatiche molto importanti. Nel 1264 si recò presso la corte di Francia al seguito del cardinale Simon de Brion, futuro Martino IV, con lo scopo di sollecitare l'ascesa al trono napoletano di Carlo I d'Angiò. Dal 1265 al 1268 fu in Inghilterra con il cardinale Ottobono Fieschi, futuro Adriano V.; alla legazione in Inghilterra prese parte anche Tedaldo Visconti, il futuro Gregorio X. La missione in Inghilterra fu, secondo molti storici, di grande significato per il futuro di Benedetto Caetani: in quel periodo, infatti, Caetani e i suoi compagni furono imprigionati e rinchiusi nella Torre di Londra e ottennero la libertà solo grazie all'intervento del futuro re Edoardo I, per il quale, da quel momento, Caetani manifesterà aperta simpatia, e da questo potrebbe certo essere derivata ostilità per lo storico avversario di Edoardo, Filippo IV di Francia, detto il Bello. Fu creato cardinale diacono, con titolo di San Nicola in Carcere, nel 1281 da Martino IV, all'età di circa cinquantuno anni.
Nel 1290 ebbe un grande rilievo la legazione svolta in Francia insieme al cardinale Gerardo Bianchi. Inviato da Niccolò IV presso la Chiesa gallica per dirimere un grave e annoso dissidio tra clero secolare e ordini religiosi, Caetani mostrò determinazione, notevole competenza giuridica e beffarda eloquenza, che gli procurarono certamente successo, ma anche molte antipatie tra i francesi..
Nel 1291 fu consacrato sacerdote a Orvieto. Nello stesso anno cambiò titolo cardinalizio, optando per il titolo presbiterale dei Santi Silvestro e Martino ai Monti. Mantenne peraltro, come già aveva fatto in passato, i canonicati, le prebende e gli altri benefici che aveva man mano acquisito negli anni; riuscì in tal modo ad accumulare un ingentissimo patrimonio che, sommato con i beni già posseduti dai suoi familiari, fece diventare i Caetani una delle più potenti famiglie del suo tempo.

### Partecipazione a conclavi
Durante il suo cardinalato Benedetto Caetani partecipò a 4 conclavi:
- conclave del 1285, che elesse papa Onorio IV
- conclave del 1287-1288, che elesse papa Niccolò IV
- conclave del 1292-1294, che elesse papa Celestino V
- conclave del 1294, dal quale venne eletto egli stesso

### La rinuncia di Celestino V

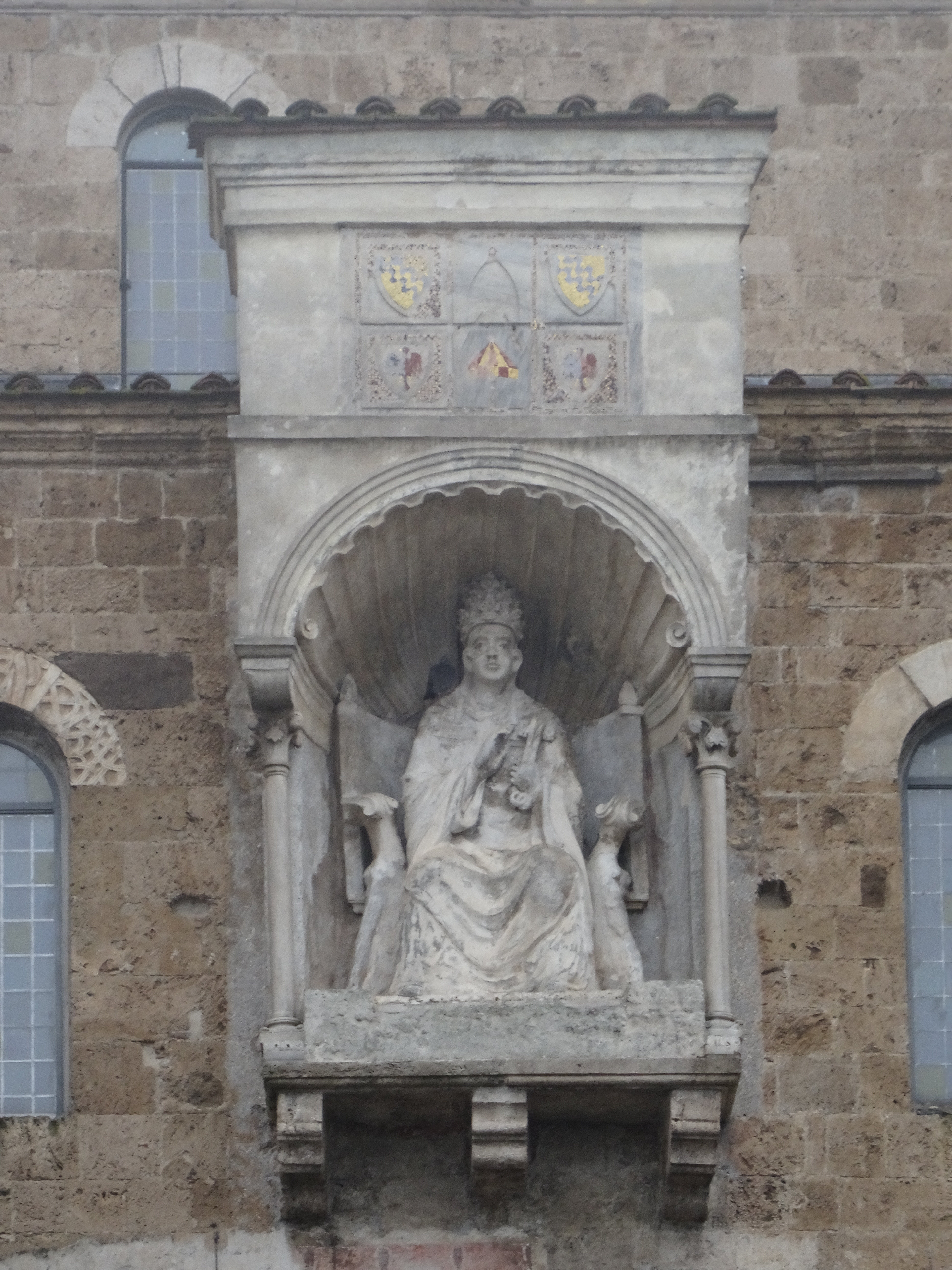
Statua di papa Bonifacio VIII all'esterno della cattedrale di Anagni

Il cardinale Benedetto Caetani fu certamente tra le figure più vicine a papa Celestino V nel momento in cui quest'ultimo meditava di rinunciare al soglio pontificio. Si favoleggiò, tra l'altro, che Celestino V, subito dopo l'elezione, avesse udito, nel silenzio della propria stanza, la voce di un angelo che, per ordine divino, lo invitava a rigettare la propria nomina pontificia; peraltro, occorre dire che Caetani, essendo un profondo conoscitore del diritto canonico, offrì effettivamente la propria assistenza a Celestino V per trovare le necessarie ragioni legali per abbandonare il soglio di Pietro.
Celestino affidò al Caetani e a un altro cardinale, Gerardo Bianchi, anch'egli notoriamente esperto di diritto canonico, il quesito sulla legittimità dell'abdicazione per un papa: ne ebbe risposta positiva, cosicché emise la bolla Constitutionem, con la quale stabiliva che le norme da seguire per l'elezione di un nuovo pontefice, in caso di dimissioni, fossero le medesime indicate dalla Ubi Periculum nel caso di morte del papa, e tre giorni più tardi si dimise.

### Le regole per l'elezione e il ripristino dellaUbi Periculum
Contrariamente a quanto avvenuto spesso nel passato, il conclave successivo alla rinuncia di Celestino V fu radunato nella città di Napoli nei dieci giorni seguenti l'inizio della Sede vacante ed ebbe una durata molto breve. Tutto ciò fu dovuto alle disposizioni contenute nella costituzione apostolica Ubi Periculum sull'elezione pontificia, promulgata da papa Gregorio X (il piacentino Tedaldo Visconti), nel corso del XIV Concilio ecumenico tenutosi nella città di Lione (Concilio ecumenico lionese II) dal 7 maggio al 17 luglio 1274, sulla scorta dell'esperienza del celebre lunghissimo conclave viterbese che aveva portato proprio all'elezione di Gregorio X e nel corso del quale i cardinali erano stati pesantemente segregati.
La costituzione Ubi Periculum conteneva disposizioni molto precise, rigide e vincolanti per l'elezione papale, al fine di sottrarla ad ogni ingerenza che non fosse strettamente ecclesiastica. Prescriveva, infatti, l'obbligo del conclave per il Sacro Collegio, che avrebbe dovuto tenersi, obbligatoriamente, entro dieci giorni dall'inizio della Sede vacante e nella stessa città ove era scomparso il papa precedente. Passati i dieci giorni previsti, il Sacro collegio doveva essere segregato in conclave sotto la sorveglianza del Podestà, che diveniva il "custode del conclave". Inoltre, se entro tre giorni dall'apertura del conclave stesso il papa non fosse stato ancora eletto, si sarebbero dovute applicare norme gradualmente restrittive sui pasti e sul reddito dei porporati, fino a ridurli a pane e acqua.
Tutte queste disposizioni erano finalizzate non solo ad evitare che l'elezione del papa fosse condizionata dal popolo o dai nobili, ma anche ad impedire che l'elezione stessa si trasformasse in una lunga ed estenuante trattativa basata su operazioni di mercimonio, come frequentemente avveniva in quei tempi. La Ubi Periculum venne peraltro sospesa dopo soli due anni dalla sua promulgazione, nel luglio 1276, da papa Adriano V, su richiesta di diversi cardinali dopo alcune vessazioni patite - a opera di Carlo I d'Angiò - durante il conclave che aveva eletto lo stesso Adriano V, e quindi addirittura abrogata da papa Giovanni XXI, ma fu ripristinata quasi completamente da papa Celestino V, che voleva evitare le lungaggini e i problemi che avevano preceduto la sua elezione. Curiosamente, fu proprio Bonifacio VIII a inserire integralmente il testo della Ubi Periculum nel Liber sextus del Corpus iuris canonici nel 1298.

### Composizione del conclave

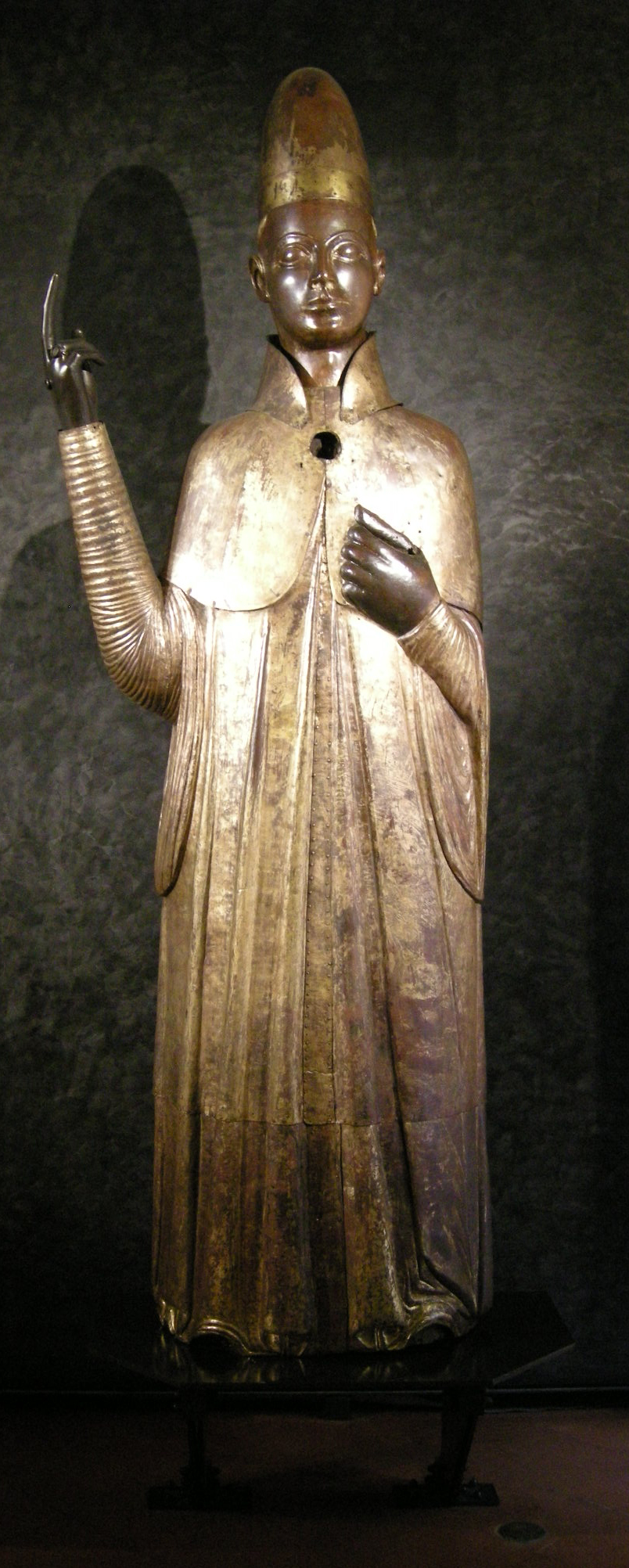
Manno Bandini da Siena, Statua di Bonifacio VIII, Museo civico medievale di Bologna.

Al momento del conclave, il Sacro Collegio era composto da 23 cardinali, dei quali solo uno fu assente. Di essi, 13 erano stati nominati da papa Celestino V nel corso dell'unico Concistoro da lui presieduto, il 18 settembre del 1294; uno da papa Urbano IV, due da papa Niccolò III, uno da papa Martino IV, uno da papa Onorio IV e quattro da papa Niccolò IV.
Si trattava di:
1. Hugues Aycelin de Billom, O.P., cardinale vescovo di Ostia e Velletri, Decano del Sacro Collegio;
2. Matteo d'Acquasparta, O.Min., cardinale vescovo di Porto e Santa Rufina, Subdecano del Sacro Collegio;
3. Gerardo Bianchi, cardinale vescovo di Sabina;
4. Giovanni Boccamazza (o Boccamiti), cardinale vescovo di Frascati;
5. Simone di Beaulieu, cardinale vescovo di Palestrina;
6. Bérard de Got, cardinale vescovo di Albano;
7. Benedetto Caetani, cardinale prete titolare dei Santi Silvestro e Martino; primoprete.
8. Pietro Peregrosso (detto Milanese), cardinale prete titolare di San Marco;
9. Tommaso di Ocre, O.Cel., cardinale prete titolare di Santa Cecilia;
10. Jean Le Moine, cardinale prete titolare dei Santi Marcellino e Pietro;
11. Pietro d'Aquila, O.S.B., cardinale prete titolare di Santa Croce in Gerusalemme;
12. Guillaume Ferrier (o de Ferrires), cardinale prete titolare di San Clemente;
13. Nicolas de Nonancour, cardinale prete titolare di San Marcello.[17];
14. Robert de Pontigny, O.Cist., cardinale prete, titolare di Santa Pudenziana;
15. Simon d'Armentières, noto anche come Simon de La Charité, O.S.B.Clun., cardinale prete, titolare di Santa Balbina;
16. Giovanni di Castrocoeli, O.S.B., cardinale prete, titolare di San Vitale;
17. Matteo Rubeo Orsini, cardinale diacono di Santa Maria in Portico Octaviae, protodiacono;
18. Giacomo Colonna, cardinale diacono di Santa Maria in via Lata;
19. Napoleone Orsini, cardinale diacono di Sant'Adriano;
20. Pietro Colonna, cardinale diacono di Sant' Eustachio;
21. Landolfo Brancaccio, cardinale diacono di Sant'Angelo in Pescheria;
22. Guglielmo de Longhi, cardinale diacono di San Nicola in Carcere Tulliano.

Il cardinale Francesco Ronci, O.Cel., cardinale prete, titolare di San Lorenzo in Damaso, non partecipò al conclave. Morì presumibilmente subito prima del medesimo, dopo il 13 ottobre 1294.

### L'elezione al soglio pontificio

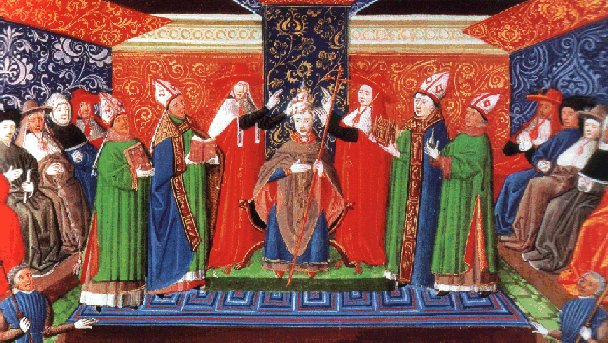
Miniatura dell'incoronazione di Bonifacio VIII, contenuta in un manoscritto delle Cronache di Froissart (XV secolo, British Museum)

Il 23 dicembre 1294, dieci giorni dopo l'abdicazione di papa Celestino V, secondo quanto stabilito dalla Ubi Periculum, i componenti del Sacro Collegio si riunirono in conclave in Castel Nuovo, nella città di Napoli, per dare alla Chiesa il nuovo Pastore.
Già il giorno successivo, vigilia di Natale, fu eletto papa, forse al terzo scrutinio, il cardinale Caetani, che fu poi incoronato nella basilica di San Pietro il 23 gennaio 1295 e assunse il nome pontificale di Bonifacio VIII. La scelta del nome rimandava a papa Bonifacio IV, il papa che aveva chiesto il permesso all'imperatore Foca di poter trasformare il Pantheon in una chiesa cristiana, ed esso divenne appunto il simbolo della Roma pagana divenuta cristiana: tale scelta rivelava da parte di Bonifacio VIII sia un certo gusto per l'antichità, sia il desiderio di porsi simbolicamente al crocevia tra la Roma antica e la Roma cristiana. Aveva circa 64 anni.
Dante Alighieri avanza ripetutamente l'ipotesi che l'elezione di Bonifacio VIII sia stata viziata da simonia (canti XIX e XXVII dell'Inferno).
Jacopone da Todi, a sua volta, così descrive l'elezione al soglio di Pietro di Benedetto Caetani:
(J. da Todi, O Papa Bonifazio.)

## Il pontificato

### La segregazione e la morte di Celestino V

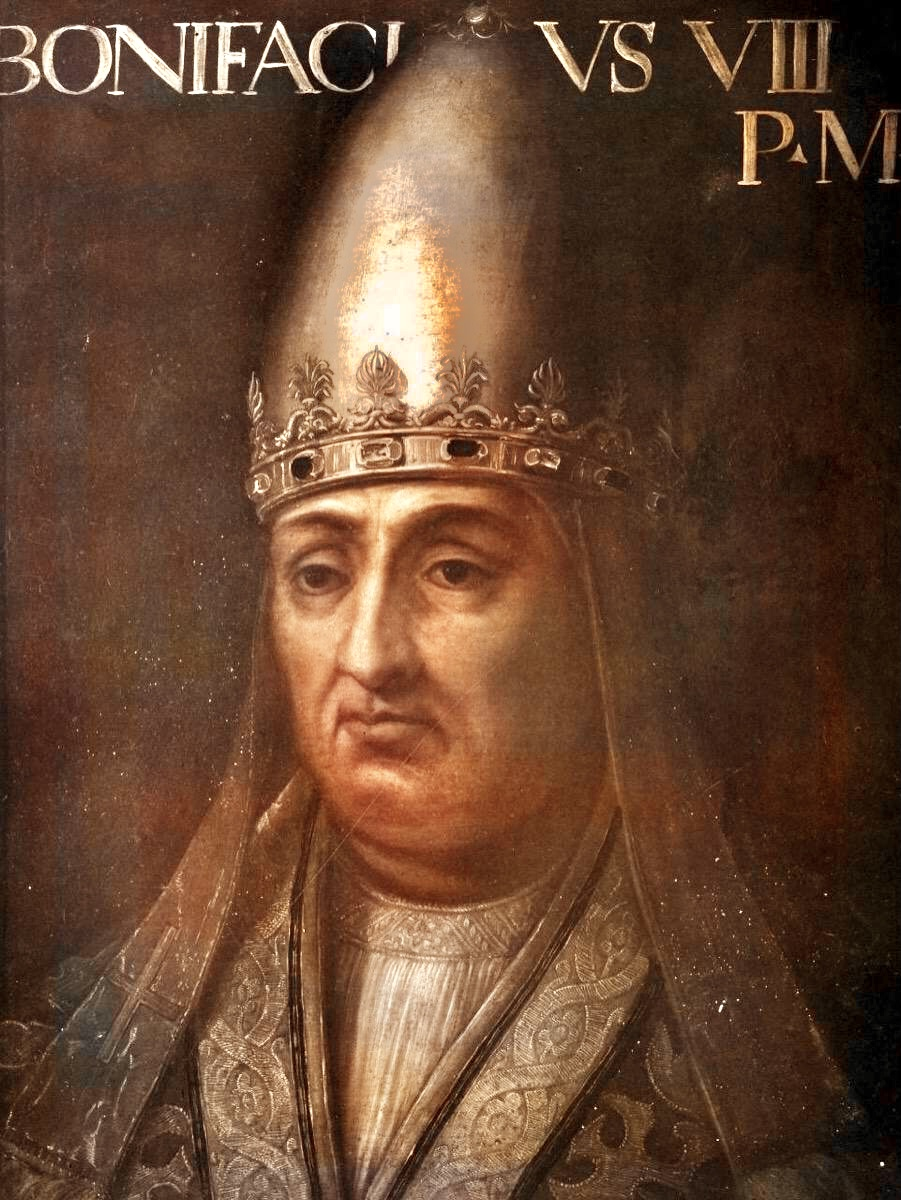
Cristofano dell'Altissimo. Ritratto di papa Bonifacio VIII (1552 ca., Serie gioviana, corridoio vasariano di Firenze)

Durante il papato di Bonifacio VIII e a partire dal 1295, Anagni diventò la base territoriale della famiglia Caetani, il centro solido e sicuro della propria signoria. Come primo atto del suo pontificato, dopo aver riportato la sede papale da Napoli a Roma per sottrarre l'istituzione all'influenza di re Carlo II d'Angiò, annullò o sospese tutte le decisioni assunte dal suo predecessore Celestino V, riconoscendo valida soltanto la creazione dei dodici nuovi cardinali. Immediatamente dopo, a causa dell'ostilità dei cardinali francesi, ebbe timore che il suo predecessore, Celestino, ritornato il semplice frate Pietro da Morrone, potesse essere cooptato dai porporati transalpini come antipapa; per evitare ciò, si rendeva necessario che il vecchio eremita rientrasse sotto il ferreo controllo del pontefice.
Bonifacio VIII, quindi, mentre Celestino tentava prima di tornare al suo eremo vicino a Sulmona, poi – sentitosi braccato – di fuggire verso la Grecia, lo fece arrestare da Carlo II d'Angiò, lo stesso monarca che pochi mesi prima ne aveva sostenuto l'elezione pontificia. Celestino venne quindi rinchiuso nella rocca di Fumone, di proprietà della famiglia Caetani, dove rimase fino alla morte. Nonostante si siano formulate varie ipotesi, non sembra che la morte di Celestino V sia stata violenta o, tanto meno, avvenuta per mano di Bonifacio VIII. Lo stato di detenzione voluto dal Caetani può tuttavia aver peggiorato la salute di un ottantasettenne già debilitato dalle fatiche dei precedenti mesi.
L'ampio foro rinvenuto sul cranio dell'eremita molisano sembra dovuto non a un chiodo conficcato a forza, ma a un ascesso cerebrale. Alla sua morte Bonifacio portò il lutto per lui, caso unico tra i papi, e celebrò una messa pubblica in suffragio per la sua anima. Poco dopo diede inizio al processo di canonizzazione, che fu accelerato e concluso pochi anni dopo da papa Clemente V su pressione del re di Francia Filippo IV il Bello e dei fedeli.

### La Sicilia agli Aragonesi
Scomparso così un potenziale antipapa come avrebbe potuto essere Celestino V, il primo atto politico cui egli dovette adempiere fu la risoluzione della controversia in corso tra gli angioini e gli aragonesi per il possesso della Sicilia; controversia che si protraeva dall'epoca dei Vespri siciliani, cioè dal 1282. A Napoli governava Carlo II d'Angiò detto lo Zoppo e in Sicilia Federico III d'Aragona, fratello di re Giacomo II che, a sua volta, era passato nel 1291 al trono d'Aragona.
Il 12 giugno del 1295, sotto pressione del papa il quale sosteneva il monarca angioino, Giacomo II sottoscrisse il trattato di Anagni, con il quale rinunciava a tutti i diritti sulla Sicilia in favore del papa che, a sua volta, li trasferiva a Carlo lo Zoppo. In cambio il papa gli avrebbe tolto la scomunica e accordato la licentia invadendi, ossia il consenso papale a conquistare la Sardegna e la Corsica, dando inizio alla conquista aragonese della Sardegna.
Il trattato fu fortemente osteggiato dalla nobiltà locale in Sicilia, dove la casa angioina era fortemente impopolare; tale risentimento si tradusse in una rivolta popolare a favore del re Federico d'Aragona. Il papa dovette acconsentire, incoronando Federico re di Sicilia nella cattedrale di Palermo il 25 marzo 1296.
L'incoronazione fu sanzionata successivamente e definitivamente mediante la celebre pace di Caltabellotta, stipulata alla fine di agosto del 1302 tra Roberto d'Angiò, figlio di Carlo II, e Carlo di Valois da una parte e Federico III di Aragona dall'altra. L'accordo stabiliva la distinzione politica fra il Regno di Sicilia, in mano agli angioini e limitato alla parte continentale dell'Italia meridionale, creando di fatto il Regno di Napoli, e il Regno di Trinacria, costituito dalla Sicilia e dalle isole adiacenti, con Federico III d'Aragona come re indipendente e assoluto. Il trattato di pace prevedeva anche, tra l'altro, la riunificazione del Regno alla morte di Federico, e il ritorno dello stesso sotto gli angioini, cosa che peraltro non avvenne mai; furono, anzi, gli aragonesi a conquistare anche il Regno di Napoli nel 1442 con Alfonso V il magnanimo. Tale conclusione della vicenda siciliana fu per Bonifacio VIII una grande sconfitta politica, visto il forte sostegno che il papa cercò di dare al monarca angioino.

### L'idea teocratica e la tassazione degli ecclesiastici

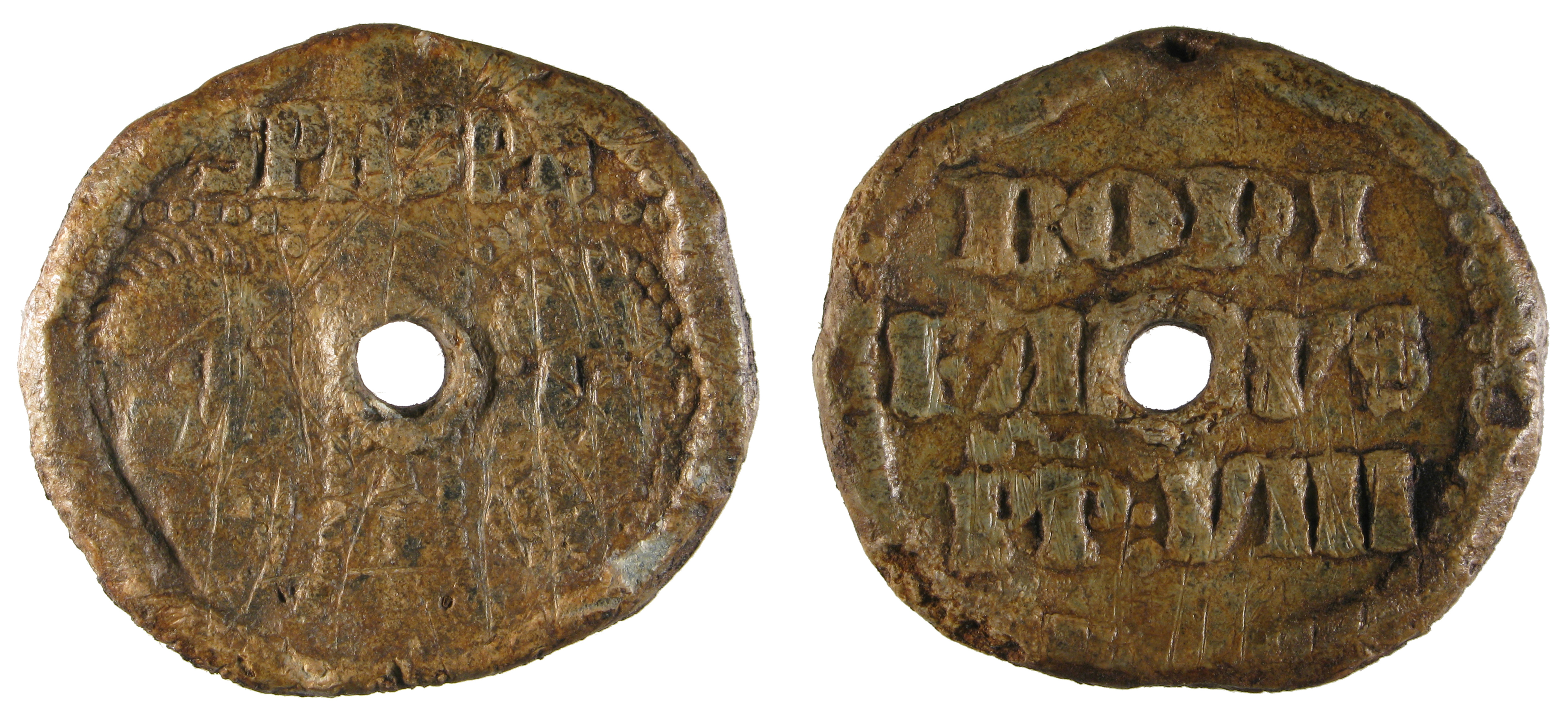
Sigillo pontificio di Bonifacio VIII (trafitto in seguito all'uso originario, 1303 ca.)

Questo fu soltanto il primo di vari insuccessi riportati da Bonifacio in politica estera, la cui causa comune doveva essere ricercata nell'idea che il pontefice aveva in merito al ruolo del papato nel contesto degli stati d'Europa che, sul finire del Medioevo, si stavano ormai trasformando in vere e proprie nazioni. Bonifacio VIII riteneva infatti, più di suoi predecessori che si erano già orientati in questo senso, come Gregorio VII, Innocenzo III e Gregorio IX, che l'autorità del papa fosse al di sopra del potere dei regnanti, i quali, come battezzati, erano sottoposti come gli altri fedeli alla Chiesa. All'interno di questa si collocava la cosiddetta Christianitas, ossia la comunità sociopolitica dei popoli cristiani, i quali vivono nel tempo secondo gli insegnamenti della loro fede.
Tale comunità, meno estesa della Chiesa stessa, è per forza di cose sottoposta alla sua autorità, della quale è parte integrante, anche se distinta e separata. Il capo naturale della Chiesa, cioè il papa, era perciò anche il capo della cristianità; data la concezione gerarchica del potere nel medioevo, ne derivava che quello spirituale potesse indirizzare e guidare il temporale in qualunque questione che implicasse il bene delle anime o la prevenzione e la repressione del peccato. È questa la concezione detta generalmente teocrazia pontificia, ma che più tecnicamente può essere considerata una ierocrazia, ossia un governo basato sulla "sacralità del potere", cioè sui presbiteri. Fino a quel momento il Papato - o, come si legge nella trattatistica medievale, il Sacerdotium - aveva lottato, per l'egemonia sulla Christianitas, con l'unico altro potere universale che avrebbe potuto contrastarlo, l'Impero, tecnicamente Imperium.
Avendolo espulso dalla sfera sacrale (in cui era dai tempi di Costantino), degradandolo di fatto ad un'istituzione profana (anche se bisognosa della consacrazione religiosa per esercitare il suo potere), ora il Papato aveva come avversario l'autorità regia dei singoli stati sovrani, la regalis potestas. L'idea bonifaciana non era dunque nuova, ma nuovo era l'ambito di applicazione. Tra i teologi che maggiormente sostennero l'idea teocratica di Bonifacio vi furono i due studiosi agostiniani Egidio Romano e Giacomo da Viterbo: quest'ultimo, in particolare, con il suo trattato De regimine christiano -considerato il primo trattato sistematico sulla Chiesa- approfondì e sostenne i temi del potere temporale e del papato inteso come teocrazia.
La volontà del pontefice su questo argomento non riuscì mai, peraltro, a realizzarsi concretamente, aprendo viceversa la strada a lotte per il potere che proseguirono, in maniera pressoché ininterrotta, nei secoli successivi, vedendo impegnati di volta in volta pontefici e sovrani, mediante l'ingerenza di quelli negli affari di stato di questi e di questi negli affari ecclesiastici di quelli. Il primo atto ufficiale di Bonifacio avvenne con l'emanazione della bolla Clericis laicos, il 24 febbraio 1296, mediante la quale il papa ribadiva la proibizione ai laici, sotto la pena di scomunica, di tassare gli ecclesiastici, e a questi ultimi di pagare i tributi eventualmente richiesti, con sanzioni identiche per entrambi in caso di violazione del divieto.
Infatti, durante la sede vacante del 1292-1294, tale norma era stata violata in Francia e Inghilterra. Era il segnale di una rinnovata vigilanza in difesa delle prerogative sovra-nazionali della Chiesa. Il re di Germania Adolfo di Nassau - Vilburgo, candidato alla nomina imperiale, non si oppose per motivi di opportunità. Egli, infatti, mirava alla corona imperiale, per cui aveva bisogno dell'incoronazione papale. Anche in Inghilterra re Edoardo I Plantageneto, benché tendenzialmente contrario, dovette accettare formalmente il rifiuto dei vescovi al pagamento delle imposte, riservandosi di esercitare la propria autorità fiscale in base alle circostanze.
La Francia assunse, invece, una posizione molto diversa. Il re Filippo IV non respinse la bolla papale (altrimenti sarebbe incorso nella scomunica latae sententiae), ma emise una serie di editti nei quali vietava a chiunque, laico o ecclesiastico che fosse, l'esportazione di denaro e preziosi. In questo modo le rendite percepite dalla Santa Sede in Francia, la nazione più ricca dell'Occidente, non sarebbero state consegnate a Roma. La mossa di re Filippo fu talmente astuta che il papa si vide costretto ad addivenire a un accordo, autorizzando il re francese a riscuotere le imposte dal clero, in caso di estrema necessità, anche senza la preventiva autorizzazione pontificia. Questo perché, nel 1297, il papa aveva cercato in vari modi di placare l'amarezza del re Filippo, sia con la bolla Etsi de Statu del 31 luglio - che costituisce una vera e propria revoca della Clericis laicos, e che concedeva la tassazione del clero da parte dello Stato senza autorizzazione papale, in caso di emergenza- sia tramite la canonizzazione (11 agosto) del nonno del re, Luigi IX di Francia. L'ordinanza reale che proibiva l'esportazione di denaro da parte della Chiesa venne ritirata, e l'increscioso incidente sembrò superato. Nel frattempo, la tregua che Bonifacio aveva tentato di imporre tra Filippo ed Edoardo I, fu accettata da entrambi i sovrani all'inizio del 1298, per la durata di due anni. Le eventuali divergenze sarebbero state rinviate come arbitro al papa, sebbene Filippo accettasse il ruolo di quest'ultimo solo a titolo di "persona privata", come Benedetto Caetani, e non in quanto pontefice.

### I contrasti con la curia: i Colonna
Il cedimento del papa di fronte alla ferma opposizione del re di Francia trovava peraltro la sua causa recondita in una riduzione dell'autorità del papa stesso proprio all'interno della Santa Sede. Infatti, a causa del suo atteggiamento arrogante e accentratore, il pontefice aveva provocato l'insorgere di uno schieramento a lui ostile, sia nella Curia che nell'aristocrazia romana. Questo schieramento era capeggiato dai cardinali Giacomo Colonna e Pietro Colonna, appartenenti alla famiglia romana dei Colonna - acerrima nemica della famiglia dei Caetani alla quale apparteneva Bonifacio - i quali sostennero che la sua elezione era da ritenere "illegittima" poiché non doveva essere considerata valida l'abdicazione di papa Celestino V. Questa posizione, che poteva preludere a un possibile scisma, era fortemente appoggiata anche da tutto il movimento dei Francescani spirituali, i quali avevano in quel momento la loro espressione più alta nelle somme laudi di Jacopone da Todi che, a sua volta, definì il pontefice "novello anticristo".
La perdita di potere interno aveva, quindi, indotto il pontefice a essere più tollerante verso le resistenze di Filippo IV. Ai "Francescani spirituali" si aggregarono, contro Bonifacio, anche i Celestini: l'insieme di questi due gruppi di religiosi prese il nome di "Bizochi". La lotta all'interno delle istituzioni ecclesiastiche toccò il suo culmine nei primi giorni del maggio 1297, quando i due Colonna, alcuni loro familiari e amici e tre "Francescani spirituali" sottoscrissero un memoriale, il cosiddetto manifesto di Lunghezza, con il quale il papa veniva dichiarato decaduto, sempre a causa della sua illegittima elezione, con espresso invito ai fedeli a non portargli più obbedienza.
La durissima reazione del pontefice non si fece attendere: i due cardinali furono destituiti con la bolla In excelso throno del 10 maggio 1297, che evidenziava anche il disprezzo dell'intera famiglia Colonna verso le cose altrui, nonché i loro comportamenti superbi e oltraggiosi che, di conseguenza, meritavano addirittura la cancellazione dell'intera famiglia. Pochi giorni più tardi, dopo una risentita replica dei Colonna, Bonifacio promulgò la bolla Lapis abscissus (23 maggio), con la quale i due cardinali venivano scomunicati (fatto ritenuto di inaudita gravità) e i beni di famiglia confiscati. Si aprì così una vera e propria "guerra" tra il papa e i Colonna, nella quale questi ultimi speravano in un intervento del re di Francia in loro sostegno, cosa che non avvenne, in quanto il sovrano francese proprio in quel periodo stava perfezionando gli accordi con il pontefice per risolvere definitivamente il grave problema dei tributi agli ecclesiastici in Francia, motivo per cui - in quel particolare momento - Filippo il Bello non desiderava ulteriori contrasti con Bonifacio.

### La distruzione di Palestrina

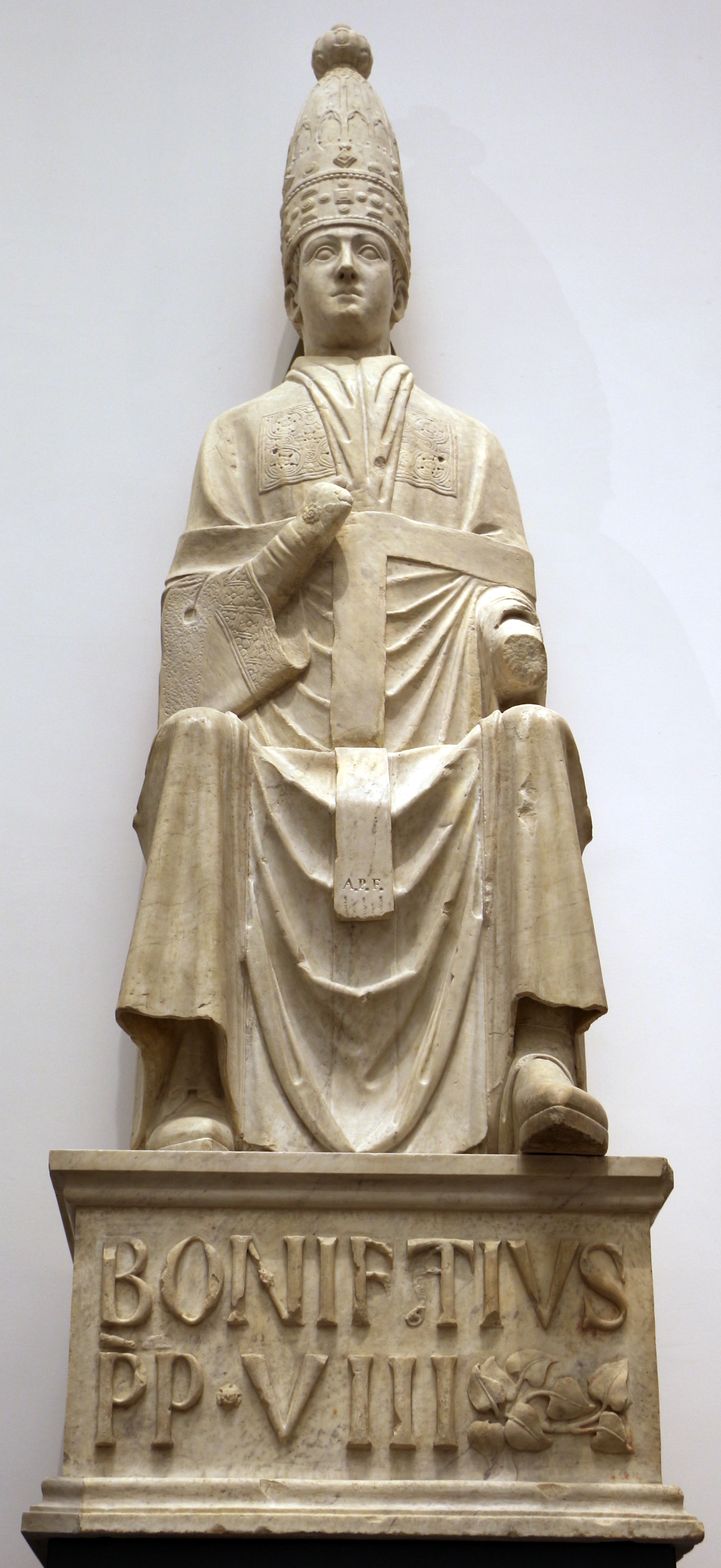
Bonifacio VIII tra due profeti, Arnolfo di Cambio e collaboratore (1296 ca.), scultura marmorea

Le cronache dell'epoca riferiscono che, dopo lunghe trattative, condotte soprattutto attraverso la mediazione del cardinale Giovanni Boccamazza, molto vicino ai due Colonna, questi ultimi, nel settembre del 1298, si recarono al cospetto del papa, nella città di Rieti, nelle vesti di umili penitenti, in abiti da lutto, a piedi nudi, con la corda al collo e la testa scoperta. Chiedendo perdono e sottomettendosi all'autorità pontificia, riconobbero la piena legittimità di Bonifacio quale unico vero pontefice della Chiesa cattolica. Il papa accolse con benevolenza le dichiarazioni di contrizione dei Colonna e accordò loro il suo perdono, non senza aver prima preteso che i due cardinali restituissero i loro sigilli che furono debitamente distrutti. Inoltre tutta la famiglia fu inviata al soggiorno obbligato nella città di Tivoli, in attesa delle decisioni definitive del pontefice.
La tregua tra Bonifacio e i Colonna fu peraltro di durata assai breve, tant'è che il tribunale dell'Inquisizione della città di Bologna, facendo seguito ad una decisione del pontefice, datata 12 aprile 1299, ordinò la confisca del palazzo del cardinale Giacomo Colonna. Di fatto, la conflittualità tra il papa e i suoi avversari non si attenuò in alcun modo e i Colonna, alla fine, dovettero riparare in Francia.
Nel corso dei negoziati che avevano preceduto l'atto di sottomissione dei Colonna al papa in Rieti, era stato stabilito, tra l'altro, che la città di Palestrina, fulcro e roccaforte dei possedimenti dei Colonna, entrasse nel pieno possesso del papa. Non appena però il papa entrò nel possesso materiale della città, diede ordine di distruggerla e la fece radere al suolo completamente nella primavera del 1299: egli fece passare l'aratro su tutto il territorio della città, ne fece cospargere il suolo di sale e ne fece perfino cancellare il nome, trasferendo la popolazione in una nuova città più a valle, denominata "Città Papale".
La motivazione del suo gesto è contenuta in una lettera datata 13 giugno 1299, nella quale il papa così si espresse: «...perché non vi resti nulla, nemmeno la qualifica o il nome di città». La distruzione della città ebbe come conseguenza anche la perdita del privilegio di essere una delle sette diocesi suburbicarie di Roma, che venne trasferito alla nuova città. Da notare che, proprio durante la distruzione di Palestrina, fu fatto prigioniero Jacopone da Todi, che si era rifugiato nella città e che scontò la sua storica avversità per Bonifacio con cinque anni di "carcere duro", oltre alla scomunica.
Lo sbigottimento degli storici davanti al comportamento tanto feroce di un pontefice contro un'intera città, che, per di più, era stata consegnata a lui dopo un negoziato, è espresso molto bene dal Gregorovius, che parla di vero «odio del papa contro i ribelli», di un «diluvio d'ira» e di una «folgore» che «schiantò realmente una delle città più antiche d'Italia», paragonando le terribili distruzioni operate da Bonifacio con le demolizioni e gli eccidi attuati da Lucio Cornelio Silla nell'82 a.C. contro la stessa città, allora chiamata Praeneste: il papa voleva così distruggere una stirpe, quella dei Colonna, che considerava "tirannica".
A conclusione della contesa con i Colonna, i due porporati, come sopra accennato, dovettero riparare in Francia sotto la protezione di Filippo il Bello, e i loro beni furono confiscati e divisi tra un ramo dei Colonna vicino al papa e la famiglia degli Orsini, anch'essi acerrimi nemici dei Colonna. Il 3 ottobre 1299 papa Bonifacio accettò dal libero comune di Velletri l'elezione a podestà per una legislatura (6 mesi), sia perché il comune di Velletri, da sempre fedele ai papi, aveva un rapporto di amicizia con Bonifacio, che da giovane aveva studiato per un certo periodo in questa città, sia perché la stessa Velletri doveva difendersi dai nobili (soprattutto dai Colonna) che la volevano sottomettere, e avere Bonifacio come podestà, oltre ad essere un motivo d'orgoglio, era anche un'ottima alleanza e un valido deterrente per i nemici; lo stesso valeva per Bonifacio, che poteva così contare sull'alleanza di un comune agguerrito e forte come quello di Velletri.

### L'istituzione del Giubileo

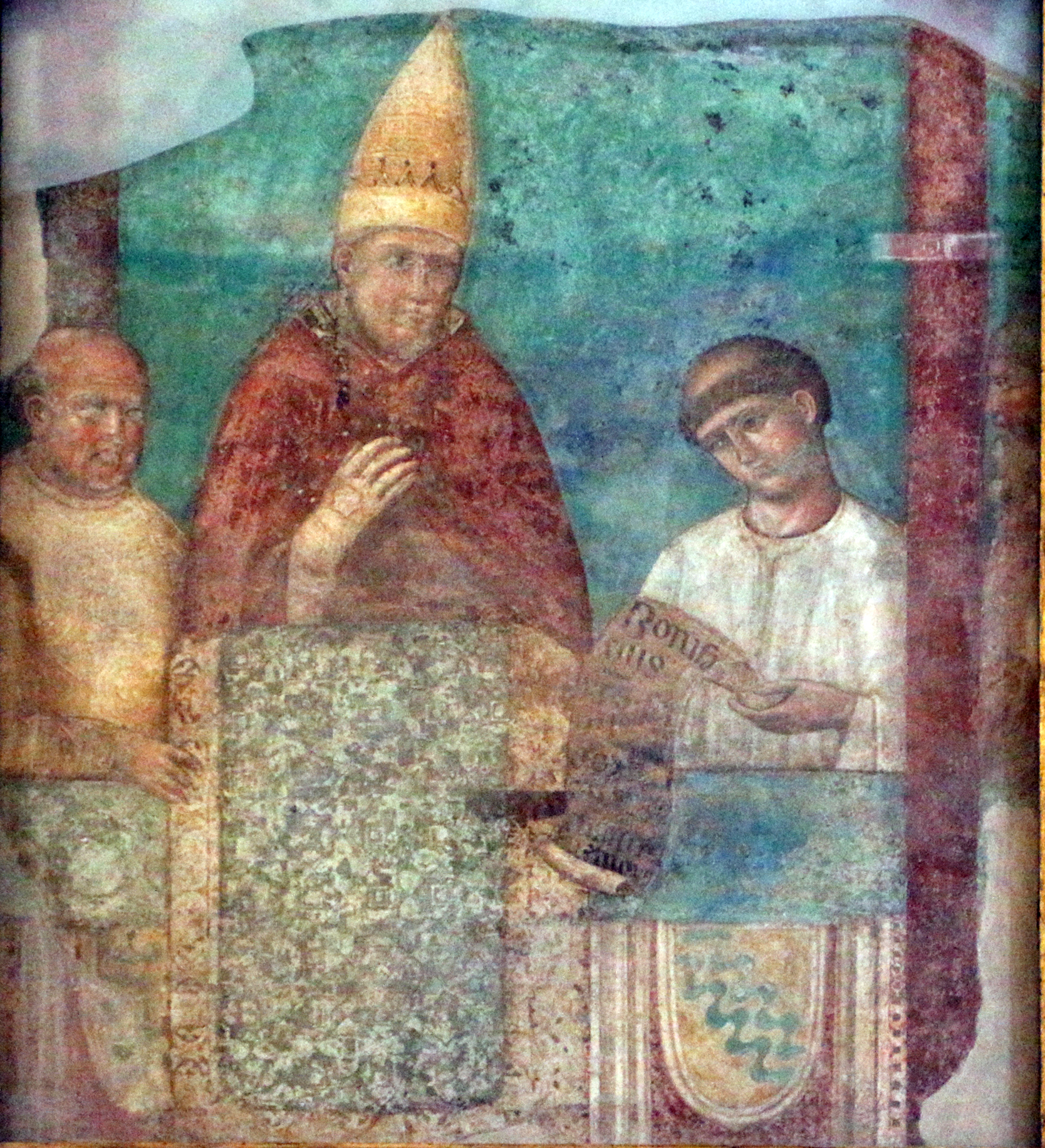
Bonifacio VIII indice il giubileo del 1300, Giotto, frammento di affresco

Uno dei più importanti successi del pontificato di Bonifacio fu senz'altro l'istituzione del Giubileo. Sul finire del 1299, moltissimi pellegrini si erano radunati a Roma spinti da un vero e proprio "moto popolare spontaneo" che rendeva pieno di grandi aspettative il secolo che stava per iniziare. Prendendo spunto da questa vasta iniziativa spontanea e ispirandosi sia alla leggenda dell'"Indulgenza dei Cent'anni", risalente almeno a papa Innocenzo III, che alla Perdonanza, voluta dal suo predecessore Celestino V, Bonifacio istituì l'Anno Santo, nel quale potevano lucrare l'indulgenza plenaria tutti i fedeli che avessero fatto visita alle basiliche di San Pietro e San Paolo fuori le mura.
Il primo Giubileo della storia fu formalmente indetto il 22 febbraio 1300, con la bolla Antiquorum habet fida relatio, ma con indulgenze retroattive al 24 dicembre 1299; nella bolla era anche stabilito che l'Anno Santo si sarebbe ripetuto, in futuro, ogni cento anni. L'Anno Santo ebbe un grande successo e l'afflusso di pellegrini a Roma fu enorme (il Villani parla di 300.000 pellegrini). A parte la diffusa e sentita necessità di "indulgenza" in quel periodo (anche la partecipazione alle crociate offriva questo stesso beneficio), l'arrivo dei pellegrini a Roma da tutto il mondo, oltre a significare un notevole apporto di denaro, esaltava la magnificenza della Città Eterna e consolidava il primato e il prestigio del pontefice.
Secondo molti storici, il Giubileo rappresentò per il papa «una breve ma felice parentesi di pace», che gli permise, tra l'altro, di rimpinguare le finanze pontificie. Il papa però non ricevette l'omaggio dei sovrani d'Europa e questo fu per lui motivo di grande delusione. Le assenze dei regnanti volevano in qualche modo significare che la sua aspirazione di riunire nelle sue mani sia il potere spirituale che quello temporale era probabilmente soltanto un'illusione.

### La crociata contro i saraceni di Lucera
Nell'anno giubilare, Bonifacio VIII diede il beneplacito a Carlo II d'Angiò per l'eliminazione dell'ultima roccaforte islamica presente sul suo Regno, Luceria saracenorum, in arabo Lūǧārah. A metà agosto del 1300, Carlo organizzò una crociata contro il ricco e popoloso insediamento musulmano di Lucera, vista per lui anche come occasione per poter saldare i vari debiti con i banchieri fiorentini grazie alle ricchezze della città. Lucera, dopo un breve e astuto assedio condotto da Giovanni Pipino da Barletta, venne distrutta tra il 15 e il 25 agosto 1300: le mura e le moschee furono abbattute, la città venne completamente razziata e numerosissimi musulmani, uomini, donne e bambini, vennero trucidati, mentre circa 10 000 dei sopravvissuti furono incatenati e venduti al mercato degli schiavi o costretti a convertirsi al cristianesimo. La vittoria sui saraceni comportò il cambiamento di nome alla città, che Carlo ribattezzò "Civitas Sanctae Mariae" e in pochissimo tempo il borgo fu ripopolato di cristiani da ogni parte del regno.

### La questione fiorentina: Guelfi Bianchi e Guelfi Neri, Carlo di Valois, Dante
In quegli stessi anni esplose con violenza la diatriba fiorentina tra le due parti della città, storicamente e tradizionalmente guelfa, ma divisa tra la famiglia dei Cerchi, di recente ricchezza commerciale e finanziaria, e quella dei Donati, di antica nobiltà oligarchica. I Cerchi furono identificati con i Bianchi e i Donati con i Neri. La controversia fra le due parti fu durissima e senza esclusione di colpi: il 18 aprile 1300 tre fiorentini residenti alla corte pontificia furono condannati per "alto tradimento"; il papa intervenne subito in loro difesa e inviò in città, anche dopo i gravi disordini di Calendimaggio del 1300, il cardinale Matteo d'Acquasparta, con poteri molto ampi.
Peraltro il cardinale non ottenne i risultati sperati dal pontefice e fu, anzi, costretto, dopo un grave attentato alla sua persona, a lasciare Firenze, decretando la scomunica contro i maggiorenti cittadini e l'interdetto contro l'intera città. Bonifacio decise allora di mandare a Firenze Carlo di Valois, già accolto in Italia con grandi onori, che fu nominato, tra l'altro, "paciere" di Toscana, e intervenne nella città, con i suoi numerosi armati e con grande determinazione, tra il novembre 1301 e l'aprile 1302, portando alla supremazia della parte Nera (Donati), maggiormente gradita al pontefice.
Nello stesso periodo Dante Alighieri, che apparteneva alla parte Bianca e ricopriva importanti incarichi di governo nella città, si trovò più volte in contrasto con il papa: agli inizi del 1302 Dante venne inviato a Roma con un'ambasceria per trovare un accordo con Bonifacio, ma fu trattenuto presso la corte papale (anche con pretesti) per lunghissimo tempo, forse per ordine del pontefice, mentre in quello stesso periodo il nuovo podestà di Firenze, Cante Gabrielli, lo condannava al rogo e alla perdita delle proprietà. Dante, di fatto esiliato, non rientrò mai più in Firenze e maturò una forte avversione per il pontefice, che riteneva responsabile della sua disgrazia.

### I nuovi contrasti con Filippo il Bello

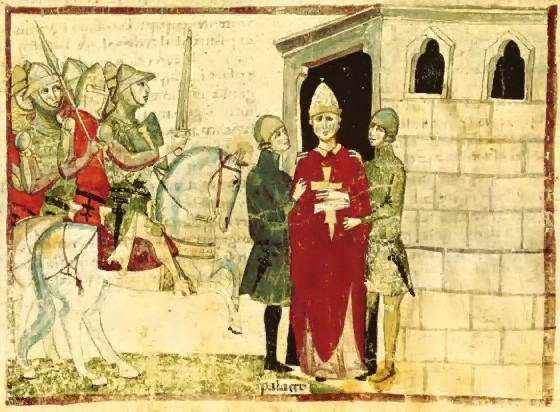
L'arresto di Bonifacio VIII, miniatura della Nuova Cronica di Giovanni Villani

Vi erano stati, nel frattempo, profondi cambiamenti nella situazione della Germania, ove vi era un nuovo Re dei Romani nella persona di Alberto I d'Asburgo, che aveva affrontato in battaglia Adolfo di Nassau, sconfiggendolo e uccidendolo. Il nuovo re tedesco aveva incontrato quasi subito Filippo IV nei pressi di Vaucouleurs, stringendo un accordo con lui (dicembre 1299). Questa alleanza contrastava con i desideri del papa che, da un lato, intendeva sottrarre la Chiesa francese al controllo di re Filippo e, dall'altro, temeva fortemente una ripresa delle mire dell'imperatore tedesco sull'Italia, mire che erano cessate con la fine della casa di Svevia nel 1266.
Bonifacio VIII invitò allora il nuovo Re dei Romani a comparire alla sua presenza in Roma, ma Alberto d'Asburgo, anziché andare personalmente, inviò presso il pontefice un'ambasceria della quale, d'intesa con Filippo il Bello, facevano parte, oltre agli emissari tedeschi, anche alcuni giuristi francesi e un banchiere fiorentino amico del re di Francia. La cosa irritò e preoccupò notevolmente Bonifacio VIII, anche perché Filippo, pochi mesi prima (luglio 1299), aveva accolto presso la sua corte i Colonna. Giungevano inoltre dalla Francia ulteriori allarmanti notizie sia di pesantissime tassazioni imposte dalla corona a molti ecclesiastici, sia di continui soprusi del re nella zona delle Fiandre: tutto ciò indicava con evidenza come il sovrano francese si stesse preparando ad un nuovo conflitto con il papa.
Si intrecciò con questi dissidi politici una vicenda più squisitamente religiosa, che acuì ulteriormente la crisi tra Bonifacio e Filippo IV di Francia: da diversi anni il papa era il "protettore", stimandolo grandemente, dell'abate francese Bernard Saisset, titolare dell'abbazia di Saint-Antonin, che a sua volta vantava storicamente importanti diritti sulla città di Pamiers. Usurpando tali diritti, nel marzo 1298 il conte Ruggero Bernardo IV di Foix si impadronì della città; la reazione del pontefice fu energica e rapida: scrisse al re una dura lettera in cui lo rimproverava per la sua inattività nella vicenda, minacciò di scomunica il conte e, finalmente, eresse a diocesi la città di Pamiers, nominandone vescovo proprio il Saisset. Per qualche tempo il re non reagì; poi, stimolato anche dal conte di Foix, nell'ottobre 1301 fece arrestare il Saisset con l'accusa di alto tradimento, confiscandogli anche il patrimonio.
La risposta di Bonifacio VIII non si fece attendere e giunse il 4 dicembre 1301 con la bolla Salvator Mundi, mediante la quale il papa abolì tutti i privilegi che egli aveva concesso a re Filippo allorquando lo aveva autorizzato a imporre le imposte agli ecclesiastici anche senza il consenso papale. Il giorno successivo il pontefice pubblicò una nuova bolla, la ben nota Ausculta fili, documento di grande vigore, che rappresenta forse la summa degli ideali di Bonifacio sui rapporti tra papato e potere politico; in questa bolla convocò l'episcopato francese e lo stesso re a un sinodo, da tenersi a Roma l'anno seguente, al fine di definire una volta e per sempre i rapporti tra lo Stato e la Chiesa, facendo intendere, a chiare lettere e con il supporto di molte citazioni bibliche, che il papa era l'autorità suprema, cui dovevano sottomettersi anche i sovrani, senza eccezione alcuna, e che solo al papa tutti dovevano rendere conto dei propri atti, sovrani compresi.
Questo atteggiamento autoritario del pontefice, manifestato nelle citate bolle del 4 e, soprattutto, del 5 dicembre 1301, provocò l'immediata reazione di Filippo IV, il quale fece bruciare in segreto le due bolle e divulgò in Francia una versione ridotta e artatamente manipolata della Ausculta fili, dal falso titolo Deum time (o Scire te volumus), nella quale venivano adattate, in modo tendenziosamente peggiorativo, le parole del papa, con lo scopo evidente di suscitare indignazione e ostilità nei confronti di Bonifacio, cosa che in effetti avvenne.
Lo scopo che il re si era prefisso fu raggiunto nel corso degli Stati Generali, riuniti a Parigi per la prima volta da Filippo il 10 aprile del 1302, quando egli ottenne l'approvazione unanime dell'assemblea alla stesura di una lettera indirizzata al papa, nella quale veniva stigmatizzata e fermamente respinta la posizione del pontefice, ritenuta offensiva e addirittura ingiuriosa nei confronti del re e della stessa Francia. Il re inoltre proibì ai vescovi francesi di recarsi a Roma per il sinodo.

### LaUnam Sanctam: le conseguenze
Nel corso del sinodo, al quale parteciparono trentanove vescovi francesi nonostante il divieto di Filippo il Bello, il 18 novembre 1302 Bonifacio VIII emanò la celebre bolla Unam Sanctam, nella quale veniva ribadito dogmaticamente il seguente concetto: «…nella potestà della Chiesa sono distinte due spade, quella spirituale e quella temporale; la prima viene condotta dalla Chiesa, la seconda per la Chiesa, quella per mano del sacerdote, questa per mano del re ma dietro indicazione del sacerdote [...], la potestà spirituale deve ordinare e giudicare la potestà temporale [...], chi si oppone a questa suprema potestà spirituale, esercitata da un uomo ma derivata da Dio, nella promessa di Pietro, si oppone a Dio stesso. È quindi necessario per ogni uomo che desidera la sua salvezza assoggettarsi al vescovo di Roma». Ciò stava a significare la supremazia del potere spirituale su quello temporale: in caso di inosservanza di quanto decretato dal papa, la pena era la scomunica.
La bolla ebbe certamente i contributi di alcuni grandi teologi dell'epoca, tra cui il cardinale francescano Matteo d'Acquasparta e i due agostiniani Egidio Romano e Giacomo da Viterbo; in essa viene lucidamente sintetizzato e completato il pensiero teocratico espresso da Bonifacio VIII molte volte negli anni precedenti: ad una prima parte, in cui si espone concretamente la stessa natura unitaria della Chiesa, fa seguito una seconda parte, nella quale si dice che solo al papa vanno attribuiti i pieni poteri, la cosiddetta plenitudo potestatis. Ne consegue, come sopra meglio precisato, il simbolo delle due spade, per cui tutta la cristianità è sotto il controllo del papa,«fonte e regola di ogni potere sulla terra».
La reazione di Filippo IV fu estremamente determinata e decisa anche questa volta, ma con scopi definitivi: infatti il suo obiettivo finale era ormai quello di mettere sotto processo il papa, invalidarne l'elezione, accusarlo di eresia, simonia e molte altre colpe, e procedere infine alla sua deposizione. In ciò gli furono molto utili le testimonianze dei Colonna, che erano stati scomunicati da papa Bonifacio e si trovavano ancora sotto la protezione del re. La decisione di processare il papa fu adottata da Filippo nel corso di una riunione del Consiglio di Stato da lui convocata al Louvre il 12 marzo 1303. Occorreva però la presenza del pontefice al processo. A tal fine il sovrano incaricò il Consigliere di Stato Guglielmo di Nogaret di catturare il papa e condurlo a Parigi.
Il pontefice, venuto a conoscenza delle manovre del re, tentò di correre ai ripari. Prima inviò una lettera di scomunica al sovrano, che peraltro non sortì alcun effetto, poi cercò di guadagnare l'amicizia del Re dei Romani, Alberto I d'Asburgo, sottraendolo all'alleanza con il re di Francia. Convocò a tal fine un Concistoro per il 30 aprile del 1303, nel quale riconobbe Alberto ufficialmente come re di Germania, nonché "Sovrano di tutti i Sovrani", con la promessa dell'incoronazione imperiale in un futuro vicinissimo. Tutto ciò in cambio della difesa della persona del papa contro tutti i suoi avversari. Gli eventi successivi resero di fatto irrealizzabili questi propositi.
Venuto a conoscenza che Alberto d'Asburgo era stato riconosciuto dal papa re di Germania e temendo di averne perso l'alleanza, re Filippo cercò di accelerare i tempi per la messa in stato di accusa del papa, convocando una nuova assemblea degli Stati Generali, al Louvre, nel mese di giugno, con lo scopo di avviare un'istruttoria che preparasse il processo al pontefice. Poiché il Consigliere di Stato Guglielmo di Nogaret era assente, in quanto si trovava in missione verso Roma, la pubblica accusa fu affidata ad un altro Consigliere di Stato, Guglielmo di Plaisians.

### Le accuse e le congiure - Lo schiaffo di Anagni

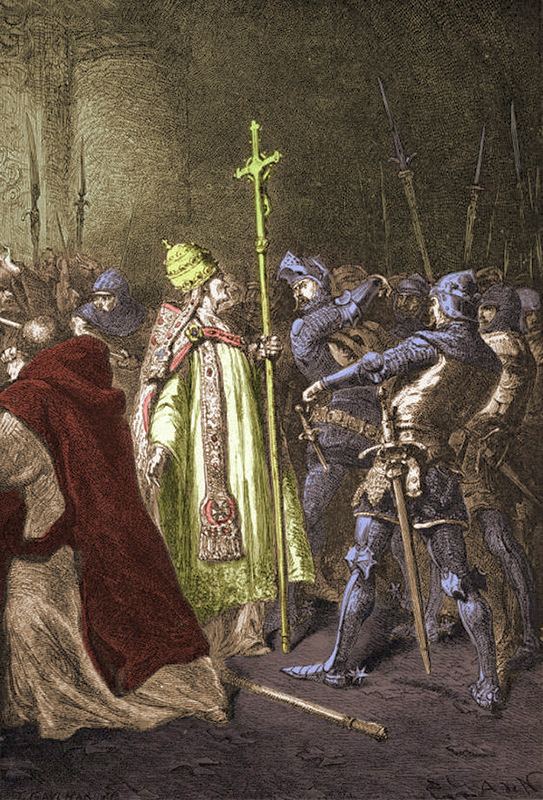
L'oltraggio di Sciarra Colonna a Bonifacio VIII, incisione francese del XIX secolo

Numerose furono le accuse formulate verso Caetani al Louvre il 14 giugno. Innanzi tutto quella di aver fatto assassinare il suo predecessore Pietro da Morrone, già papa Celestino V. Fu accusato poi di negare l'immortalità dell'anima e di aver autorizzato alcuni sacerdoti alla violazione del segreto confessionale. Fu accusato, infine, di simonia, di sodomia, di eresia e di molte altre colpe. Sulla base di queste accuse, il re propose di convocare un concilio per la destituzione del pontefice e la sua proposta fu approvata anche dalla quasi totalità del clero francese.
Papa Bonifacio, messo al corrente di questi ultimi avvenimenti, preparò una nuova bolla di scomunica contro il re di Francia, la Super Petri solio, che peraltro non ebbe il tempo di promulgare, poiché il Nogaret, insieme a tutta la famiglia Colonna, capeggiata da Sciarra Colonna, organizzò una congiura contro di lui, cui aderirono parte della borghesia di Anagni e molti componenti del Sacro Collegio cardinalizio.
All'inizio di settembre del 1303 il Nogaret e Sciarra Colonna, entrati indisturbati in Anagni, riuscirono a catturare il papa dopo un assalto al palazzo pontificio (l'antico episcopio addossato alla cattedrale, oggi non più esistente) e per tre giorni Bonifacio restò nelle mani dei due congiurati, che non risparmiarono ingiurie alla persona del pontefice (l'episodio è noto come lo schiaffo di Anagni, anche se secondo alcuni il papa non sarebbe stato colpito fisicamente, ma pesantemente umiliato).
Le numerose ingiurie inferte al papa, unitamente al contrasto tra il Nogaret e il Colonna sul destino del Caetani, che li rese dubbiosi e indecisi (il primo lo voleva infatti prigioniero a Parigi, il secondo lo voleva morto), indussero la città di Anagni a rivoltarsi contro i congiurati e a prendere le difese del papa concittadino. Vi fu pertanto un'inversione di rotta da parte della borghesia di Anagni, che mise in fuga i congiurati e liberò il papa, guadagnandosi la sua benedizione e il suo perdono.

### La morte
Bonifacio rientrò a Roma il 25 settembre sotto la protezione degli Orsini. Aveva, però, perduto l'immagine del grande e potente pontefice che si era illuso di essere ed era fiaccato anche nel fisico per le molte sofferenze dovute alla gotta e, soprattutto, alla calcolosi renale che lo affliggeva da anni. Per curarsi si era rivolto persino al celebre medico Anselmo d'Incisa, originario di Boasi a Genova, a cui chiese aiuto anche il re di Francia Filippo IV. Morì l'11 ottobre del 1303 e fu sepolto nella basilica di San Pietro, nella cappella appositamente costruita da Arnolfo di Cambio, rivestito da sontuosi paramenti sacri, con una splendida mitra e un anello preziosissimo all'anulare destro. Attualmente non vi è traccia alcuna di questa cappella, che venne distrutta in occasione della edificazione della nuova basilica avvenuta per mano del Bramante prima e di Michelangelo poi. Le spoglie del pontefice, invece, furono sistemate nelle Grotte Vaticane, dove si trovano tuttora, nel bel sarcofago funerario realizzato da Arnolfo di Cambio.

### Il processopost mortemcontro Bonifacio VIII
Come sopra precisato, Filippo il Bello tenne, al Louvre, una prima riunione del Consiglio di Stato il 12 marzo 1303 per decidere e preparare il processo contro il pontefice, con la determinante collaborazione di Guglielmo di Nogaret. In una successiva riunione dello stesso Consiglio, tenutasi sempre al Louvre il 13 e 14 giugno dello stesso anno, il processo venne formalmente istruito con la formulazione delle accuse contro Bonifacio VIII, che furono puntualizzate dal consigliere Guglielmo di Plaisians, visto che il Nogaret si trovava in Italia probabilmente per condurre il papa al processo.

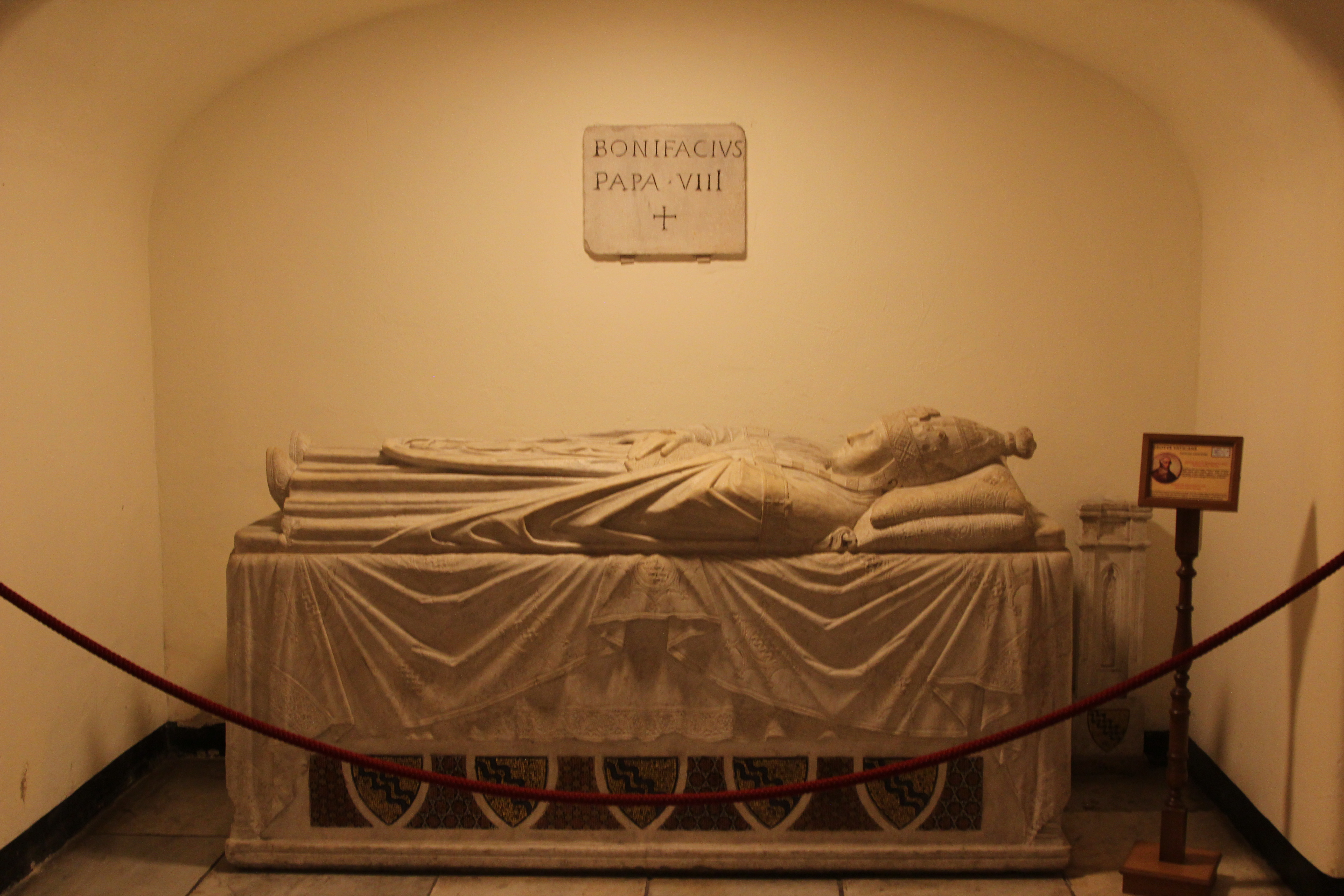
Tomba di Bonifacio VIII nelle grotte vaticane

Secondo quanto precedentemente specificato, i capi d'accusa contro il papa furono ben ventotto o addirittura ventinove: si passava da accuse gravissime, come eresia, idolatria, simonia, sodomia, omicidio, ad altre sconcertanti e problematiche, come magia, demonolatria, stregoneria, fino ad altre ancora, meno gravi, come avere "avvilito la dignità dei cardinali", "perseguitato gli ordini mendicanti", "tentato di far fallire la pace di Caltabellotta" e molte altre ancora. In realtà, in questa fase, lo scopo di Filippo era quello di neutralizzare il pontefice, con la sua abdicazione o deposizione, che, comunque, avrebbe dovuto essere decretata da un concilio.
Dopo la morte di Bonifacio la situazione cambiò radicalmente, ma il re, anziché fermare il processo, capì che, continuandolo, avrebbe avuto in mano un'arma pesantissima contro il papato; così, qualche tempo dopo, le vicende del processo finirono per intrecciarsi strettamente con le vicende di papa Clemente V, che era stato eletto al soglio pontificio il 5 giugno 1305, al termine del lungo conclave perugino seguito alla morte di papa Benedetto XI, successore per soli otto mesi di Bonifacio VIII.
Clemente V, che era francese e aveva trasferito in Francia la curia pontificia, finì per aderire alle incessanti pressioni di Filippo il Bello e riprese il processo contro Bonifacio tra il 1310 e il 1313, anno in cui riuscì a concludere il processo stesso senza che il defunto pontefice venisse condannato, pagando peraltro al re francese, per questo compromesso, un pesante tributo in termini di concessioni: furono infatti annullate tutte le sentenze di Bonifacio contro Filippo, contro la Francia e contro i Colonna; furono assolti da ogni accusa gli autori dell'oltraggio di Anagni; fu infine proclamato, con il decreto papale Rex gloriae virtutum, che, nelle azioni contro Bonifacio, il re di Francia era stato mosso da «zelo e giustizia». Per inciso, in quegli stessi anni Filippo otterrà da Clemente V anche la soppressione dell'Ordine dei Templari, dei cui ingentissimi beni il sovrano francese riuscirà ad impadronirsi.

### Concistori per la creazione di nuovi cardinali
Papa Bonifacio VIII durante il suo pontificato ha creato 15 cardinali nel corso di 5 distinti concistori.

## Opere
- (FR) Registres de Boniface 8., vol. 1, Paris, E. Thorin, 1884.

### Manoscritti
- Liber sextus Bonifacii 8., Città del Vaticano, Biblioteca Apostolica Vaticana, Fondo Borghese, Borgh. 7,  ff. 1r-81v.

## Bonifacio VIII dal punto di vista storiografico
Bonifacio VIII fu certamente l'ultimo pontefice a concepire la Chiesa come un'istituzione al di sopra dei sovrani, degli Stati e dei popoli, che dovevano tutti essere a essa sottomessi. Questa posizione gli portò, durante la vita, molti nemici, e gli procurò altresì numerose posizioni ostili negli storici, che si protrassero fino al XIX secolo. Solo nel 1930, con il celebre articolo di Giorgio Falco per l'Enciclopedia Treccani, ebbe inizio una diversa e più obiettiva valutazione di Bonifacio, che ha gradualmente portato gli storici contemporanei a considerare con maggiore attenzione e minore acredine preconcetta i diversi aspetti del pontificato di papa Benedetto Caetani.

### Uomo di cultura, giurista, riformatore
Si deve a Bonifacio VIII, con la bolla In Supremae praeminentia Dignitatis del 20 aprile 1303, la fondazione dell'Università "La Sapienza" di Roma che è, ai nostri giorni, la prima università d'Europa per numero di iscritti. Il pontefice diede anche notevole impulso ai lavori per la costruzione del duomo di Orvieto e iniziò una significativa ristrutturazione di quello di Perugia. Pubblicò nel 1298 il Liber sextus, terza parte del Corpus iuris canonici, seguito dei cinque volumi del Liber extra, pubblicati nel 1234 da papa Gregorio IX, confermando in ciò una straordinaria conoscenza del diritto canonico. Riorganizzò l'amministrazione della Curia romana e gli archivi vaticani. Con la bolla Super cathedram, emessa il 18 febbraio 1301, ridimensionò i poteri di predicazione e confessione degli ordini mendicanti, riducendo in questo modo i continui conflitti fra clero secolare e clero regolare.

### La teocrazia e il culto dell'immagine
Bonifacio VIII, nell'ambito della sua concezione teocratica, pensava che il papa dovesse collocarsi al centro dell'attenzione: fu conseguentemente dedito al culto della propria immagine. Si fece così ritrarre, ancora in vita, in tantissime immagini, cosa che nessun pontefice prima di lui aveva mai fatto. Statue in marmo e bronzo raffiguranti la sua persona si trovano a Firenze, Orvieto, Bologna, nel Laterano e ad Anagni. Persino Giotto lo immortalò in un celebre affresco nell'atto di leggere, dalla loggia di San Giovanni in Laterano, la bolla con la quale proclamava il Giubileo dell'anno 1300.
Una simile quantità di immagini che lo ritraevano suscitò peraltro sconcerto in molti suoi contemporanei.

### Un giudizio complesso
Benedetto Caetani fu un personaggio estremamente controverso, che visse in un periodo molto difficile, di transizione tra due secoli nei quali vi furono interpretazioni assai diverse del ruolo del papato stesso. Diversi sono gli storici che lo hanno giudicato un personaggio cinico e dispotico, gran peccatore, avido di ricchezze e di potere. Alcuni segni potrebbero fare supporre che fosse superstizioso, tant'è che si dice usasse, ad esempio, coltelli aventi per manico corna di serpente e portasse al dito un anello appartenuto a re Manfredi di Svevia. La leggenda popolare sosteneva addirittura che avesse strappato personalmente tale anello dal cadavere del re. Altri storici, viceversa, lo hanno considerato l'ultimo grande interprete del papato prima della cattività avignonese.
È aspramente criticato — sia pure per motivi personali — da Dante nella cantica dell'Inferno, tanto che il sommo poeta scrisse che nella bolgia dei Simoniaci c'era già un posto riservato a lui.
(Dante, Inferno, Canto XIX, 52-57)
Queste parole son messe dal Poeta in bocca a Niccolò III, anche lui condannato da Dante per simonia, che, mentre è nella terra con i piedi all'aria, non potendolo vedere, crede che Dante sia Bonifacio VIII. Grazie a questo artificio Dante quindi colloca nell'Inferno Bonifacio, sebbene quest'ultimo fosse, nel momento in cui il poeta inquadra la vicenda, ancora in vita.

Pure Jacopone da Todi — anch'egli per motivi personali — nella canzone O papa Bonifazio, molt'ai iocato al mondo critica il pontefice dicendo addirittura 
(Jacopone da Todi)

## Bonifacio VIII nella cultura di massa

### Opere teatrali
- Dario Fo in Mistero buffo racconta l'aneddoto della lenguada: secondo Fo, sarebbe stata un'usanza dispotica del pontefice, che avrebbe fatto appendere per la lingua, alle porte delle rispettive città di appartenenza, quei religiosi che denigravano la sua immagine. In Mistero Buffo, Fo parla anche di altri comportamenti controversi di Bonifacio VIII, tra cui un'orgia che il pontefice avrebbe organizzato, con una gran quantità di prostitute, proprio il giorno di Venerdì Santo. Peraltro, di tali comportamenti non vi sono prove documentali.
- Ignazio Silone nel suo libro in forma teatrale L'avventura d'un povero cristiano  del 1968 racconta della vicenda di Celestino V, con il suo successore Bonifacio VIII nel ruolo del suo antagonista.
- Mario Prosperi ha scritto nel 2000 la pièce teatrale Lo schiaffo di Anagni, in cui viene rappresentato, con dissacrante sarcasmo e ironica irriverenza, ma anche con una certa veridicità storica, lo scontro epocale tra Bonifacio VIII e Filippo IV di Francia, raffigurati l'uno come un vecchio collerico e spregiudicato, e l'altro come un giovane audace e arrogante. La prima di questa pièce si è tenuta ad Anagni, sulla piazza della cattedrale, in occasione delle celebrazioni per il Giubileo del 2000: in quella circostanza lo stesso Prosperi ha curato la regia e ha interpretato, con grande successo, il personaggio di Bonifacio VIII[72].

### Cinematografia e televisione
La figura di Bonifacio VIII è rappresentata in diverse opere cinematografiche o televisive, quali:
- Bonifacio VIII, diretto da Gerolamo Lo Savio, 1911
- L'avventura d'un povero cristiano di Ottavio Spadaro, 1974, tratto dall'omonimo libro di Ignazio Silone
- Knightfall serie tv prodotta dal 2017.

## Genealogia episcopale e successione apostolica
La genealogia episcopale è:
- Cardinale Giovanni di Castrocoeli, O.S.B.Cas.
- Cardinale Ugo Aycelin de Billom, O.P.
- Papa Bonifacio VIII

La successione apostolica è:
- Cardinale Guillaume de Mandagout, C.R.S.A. (1295)
- Arcivescovo Johannes von Schwerin (1295)
- Arcivescovo Egidio Romano, O.E.S.A. (1295)
- Vescovo Ludovico di Tolosa, O.F.M. (1296)
- Vescovo Landolfo "il Rosso" (1298)
- Arcivescovo Thomas of Corbridge (1300)
- Vescovo Matteo Orsini, O.P. (1302)